# Jean-Michel Rosenfeld
Pour les articles homonymes, voir Rosenfeld.
Jean Michel Rosenfeld, né le 5 mars 1934 à Paris et mort le 4 mars 2023 est un homme politique français, chargé de mission auprès de Pierre Mauroy, Premier ministre, pour la presse, la communication et les relations extérieures, de 1981 à 1984, et chef adjoint de cabinet auprès de Michel Delebarre, ministre du Travail, de 1984 à 1986. Il est maire adjoint du 20e arrondissement de Paris, de 1984 à 2008. Durant la Seconde Guerre mondiale, il porte l'étoile jaune, en tant que Juif.

## Biographie

### La jeunesse
Jean Michel Rosenfeld est né à Paris, le 5 mars 1934, où sa famille d'origine juive polonaise s'était installée en 1907 (ou en 1909).
La famille paternelle de Jean Michel Rosenfeld est originaire de Lublin, en Pologne d'où ses grands-parents paternels, Moïse Rosenfeld, tailleur pour dames, et Etha Ejzenfarb, couturière, arrivent en France en 1907. Moïse et Etha Rosenfeld ont deux enfants : un fils, Joseph et une fille, Simone.
La grand-mère maternelle de Jean Michel Rosenfeld, Suzanne Graif, est la fille d'un Juif roumain et d'une Juive alsacienne. Suzanne Graif avait épousé à Paris Berek Altman, casquettier, qui en 1906, avait quitté Lublin. Berek et Suzanne Altman ont une fille Jacqueline.
Le 6 juin 1933, à la mairie du 10e arrondissement de Paris est célébré le mariage de Joseph Rosenfeld, chambre maître (tailleur sur fourrure) à domicile, et de Jaqueline Altman, secrétaire dans une entreprise de revêtements de sol, Linoléum.
Jean Michel Rosenfeld naît chez une sage-femme, 34 rue Sainte-Croix-de-la-Bretonnerie, dans le 4e arrondissement de Paris.
Il quitte l'école après son certificat d'études primaires. Son seul autre diplôme est un brevet d'animateur des sciences de l'éducation.
À 16 ans, il devient commis-drapier dans le quartier du Marais.

### Survivant de la Shoah
Jean Michel Rosenfeld est un survivant de la Shoah. Dans l'ouvrage de la journaliste américaine vivant en France, Elaine Sciolino (2015), sur la Rue des Martyrs à Paris, il est une des personnalités habitant cette rue qui témoigne. Il porte toujours sur lui, dans son portefeuille, l'étoile jaune imposée durant la Seconde Guerre mondiale. Il déclare vouloir être enterré avec cette étoile jaune.
En 1939, il a 5 ans quand son père, Joseph Rosenfeld (1911-1976), part au combat puis est fait prisonnier de guerre pour ne revenir qu'en 1945. Jean-Michel Rosenfeld vit avec sa mère à Paris, durant l'Occupation allemande et les premiers temps de la Libération. De 1942 à 1944, tous les deux portent l'étoile jaune.
Jean Michel Rosenfeld survit à la Rafle du vel d'hiv du 16 juillet 1942, caché avec sa mère par la patronne de celle-ci,.
Jean Michel Rosenfeld a édité les 163 lettres que son père envoie à sa famille, durant sa captivité, de 1940 à 1944. Joseph Rosenfeld est soldat au 21e régiment d'infanterie coloniale. Il est fait prisonnier en juin 1940, par une patrouille allemande, à Charmes, dans les Vosges. Il échappe à une exécution sommaire en prétendant qu'il n'est pas Juif. Il est emmené en captivité dans un camp de prisonniers (Stalag), à la frontière entre l'Autriche, l'Italie et la Yougoslavie. Il rentre à Paris le 6 juin 1945, ayant perdu le tiers de son poids et ses dents.
Jean Michel Rosenfeld perd 38 membres de sa famille dans la Shoah.
Le 25 janvier 1983, il participe à l'arrestation de Klaus Barbie.

### En politique
Jean Michel Rosenfeld s'inscrit à la SFIO, à la fin des années 1960.
Il devient conseiller municipal de Bonneuil-sur-Marne, puis de Limeil-Brévannes, de 1971 à 1989.

#### Avec Pierre Mauroy
Il entre dans l'équipe parisienne de Pierre Mauroy, après le congrès de Metz de 1979. Il s'occupe des relations extérieures.
Jean Michel Rosenfeld est chargé  de mission auprès de Pierre Mauroy, Premier ministre, pour la presse, la communication et les relations extérieures, de 1981 à 1984. Il est chargé des contacts avec diverses associations et communautés (Juifs, Arméniens, Maghrébins, LICRA, MRAP, Amnesty International, ainsi qu'avec des obédiences maçonniques).
Pendant quarante ans, Jean Michel Rosenfeld travaille avec Pierre Mauroy. Il est présent à son décès. Il « lui ferme ses yeux »,,. L'expression de « lui ferme les yeux » est plutôt figurative, Jean-Michel Rosenfeld précise à Lille, en juin 2015 : 

« Quand il est parti, je lui ai presque fermé les yeux. »

#### Après sa carrière avec le Premier ministre
Il devient chef de cabinet auprès de Michel Delebarre, ministre du Travail, de juillet 1984 à mars 1986, dans le gouvernement de Laurent Fabius.
Il est maire adjoint du 20e arrondissement de Paris, de 1984 à 2008,. Il est suppléant de la députée Véronique Carrion-Bastok de 1997 à 1999.

## Antisémitisme
Jean-Michel Rosenfeld subit une agression verbale, se faisant traiter de « youpin », le 14 février 2004, par un groupe de militants du Front national,.

## Cercle Bernard Lazare
Jean Michel Rosenfeld est vice-président du Cercle Bernard Lazare.

## Décorations
- Officier de la Légion d'honneur (1er janvier 2014), au titre du Premier ministre[23] et décoré le 26 mai 2014[24]
- Officier de l'ordre des Arts et des Lettres

## Œuvres
- Je poursuis le chemin, L'Amandier, 2001
- Les lumières de l'espoir : l'espoir, l'étoile, le triangle et la rose, La Bruyère, 2007[12]